# Lubna
Lubna (in arabo: لبنى) è un nome proprio di persona arabo femminile.

## Origine e diffusione

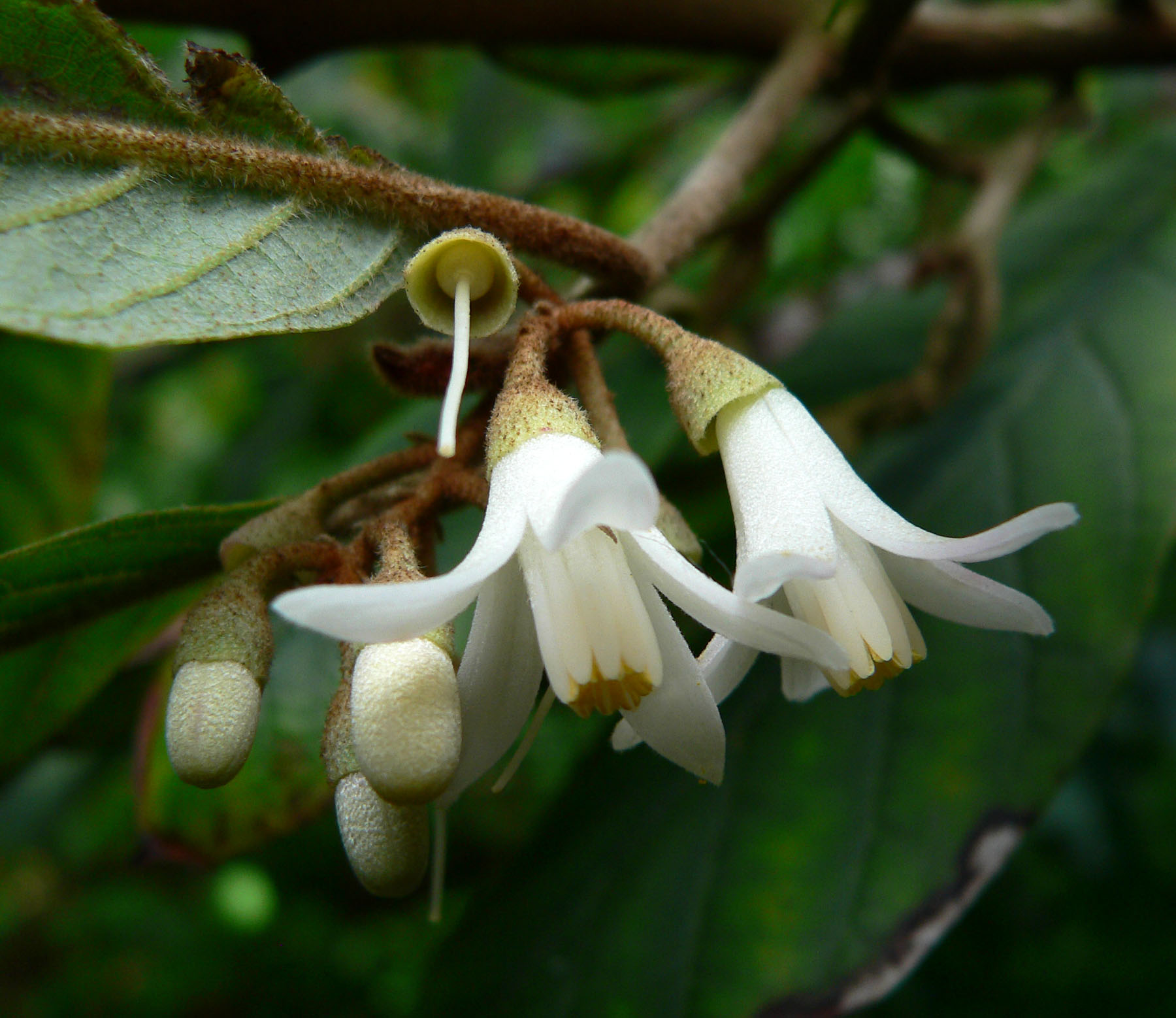
Dei fiori di Styrax argenteus fotografati al San Francisco Botanical Garden

Riprende un vocabolo arabo che indica gli alberi del genere Styrax, da cui si ricava una resina usata nei profumi e anche in medicina; Lubna è, con Qays, la protagonista di una storia d'amore araba del VII secolo.

## Onomastico
L'onomastico può essere festeggiato il 1º novembre, per la festa di Ognissanti, non essendovi sante con questo nome che quindi è adespota.

## Persone
- Lubna Azabal, attrice belga
- Lubnā al-Kātiba, poetessa e matematica araba
- Lubna Khalid Al Qasimi, politica emiratina
- Lubna Olayan, imprenditrice saudita
- Lubna Tahtamouni, biologa e attivista giordana

### Variante Loubna
- Loubna Abidar, attrice marocchina